# Sawaeng Ha (huyện)
Sawaeng Ha (tiếng Thái: แสวงหา) là huyện (amphoe) cực bắc của Ang Thong Province, miền trung Thái Lan.
Sawaeng Ha trong tiếng Thái nghĩa là tìm kiếm.

## Lịch sử
Tên gọi của tambon Sawaeng Ha xuất hiện lần đầu trong các ghi chép của vương quốc Ayutthaya.
Năm 1945, tambon Si Bua Thong vẫn là một khu vực nông thôn có rừng rậm nằm giữa hai tỉnh Suphanburi và Sing Buri. Năm 1948, chính quyền đã nâng khu vực này thành một tiểu huyện (King Amphoe).

## Địa lý
Các huyện giáp ranh (từ phía bắc theo chiều kim đồng hồ) là Khai Bang Rachan và Tha Chang của tỉnh Sing Buri, Pho Thong của tỉnh Ang Thong, Si Prachan, Sam Chuk và Doem Bang Nang Buat của tỉnh Suphanburi.

## Hành chính
Huyện này được chia thành 7 phó huyện (tambon). Sawaeng Ha là một thị trấn (thesaban tambon) nằm trên một phần của tambon Sawaeng Ha.
| 1. | Sawaeng Ha   | แสวงหา  |  |
| 2. | Si Phran     | ศรีพราน  |  |
| 3. | Ban Phran    | บ้านพราน |  |
| 4. | Wang Nam Yen | วังน้ำเย็น |  |
| 5. | Si Bua Thong | สีบัวทอง  |  |
| 6. | Huai Phai    | ห้วยไผ่   |  |
| 7. | Chamlong     | จำลอง   |  |